# تايلور مكنمارا
تايلور مكنمارا (4 ديسمبر 1987 بميسيساغا في كندا - ) هو لاعب كرة قدم كندي في مركز الوسط. لعب مع Dayton Dutch Lions ‏ وToronto Lynx ‏.

## وصلات خارجية
- تايلور مكنمارا على موقع قاعدة بيانات كرة القدم.إي يو (الإنجليزية)